# 久野誠 (修辞学者)
久野 誠（ひさの まこと、1953年 - ）は、日本のフランス文学者、修辞学者。

## 人物
福岡県生まれ。1981年、関西大学文学研究科フランス文学博士後期課程修了（専修はフランス語学）。1994年まで龍谷大学非常勤講師、2011年まで関西大学文学部非常勤講師。1994年から岐阜聖徳学園大学勤務、外国語学部教授。所属学会は、日本フランス語フランス文学会、プルースト研究会。
「1年近くの渡仏経験(パリ)もある。欧米の文化に興味をもっていたことから、言語・文体研究を経由して、西洋古典修辞学を勉強するようになった。ここ10年来、日本語関連の多くの科目に携わるようになって、視野がかなり広がった。現在は日英仏語などのレトリックにおける対照分析の領域で研究を進めている」。

## 著書

### 単著
- 『プルーストの言語批評』駿河台出版社、1980年
- 『レトリックからコントラストヘ　プルーストの文章にみる対比の諸相』駿河台出版社、1985年
- 『漱石レトリック辞典』(電子出版)アーキテクト、2001年

### 共著
- 岐阜聖徳学園大学外国語学部編『異文化のクロスロード : 文学・文化・言語』彩流社、2007年
- 久野誠・大塚容子・小田勝『大学生のための敬語入門』三恵社、2009年